# René Mariat
René Mariat (* 12. Februar 1911 in Lunery, Département Cher; † 30. November 1969 ebenda) war ein französischer Politiker. Von 1956 bis 1958 war er Abgeordneter der Nationalversammlung.
Nach seinem Schulabschluss arbeitete Mariat als Landarbeiter und trat 1933 der Parti communiste français bei. Dank einer Nachwahl gelang ihm im Februar 1939 für diese der Einzug in den Gemeinderat und zugleich die Wahl zum stellvertretenden Bürgermeister der Gemeinde. Jedoch wurde er im September desselben Jahres durch die Zwangsauflösung der PCF wieder aus diesem Posten verdrängt. Zur selben Zeit wurde er als Soldat ins Militär eingezogen. Im Juni 1940 wurde er von der Wehrmacht gefangen genommen und blieb aufgrund seiner Zugehörigkeit zur kommunistischen Partei bis zum Kriegsende im Mai 1945 in Gefangenschaft.
Unmittelbar nach seiner Rückkehr und der Wiederzulassung seiner Partei wurde er erneut in den Gemeinderat von Lunery gewählt und ebenso zum stellvertretenden Bürgermeister. Mit dem Tod seines Vorgängers im Jahr 1948 übernahm er das Amt des Bürgermeisters. Mariat, der im Komitee der PCF im Département Cher vertreten war, kandidierte bei den Parlamentswahlen 1956 als Listenzweiter im Département. Ein starkes Ergebnis der Kommunisten, die im Département Cher rund 36 Prozent erreichten, sicherte ihm einen Sitz in der Nationalversammlung. Dort stimmte er 1958 zwar gegen weitreichende Vollmachten für Charles de Gaulle, die die Gründung der Fünften Republik zur Folge hatten, konnte diese aber nicht verhindern. Infolge eines neuen Wahlsystems musste er sich bei den Parlamentswahlen im selben Jahr in einem Wahlkreis zur Wahl stellen und wurde in der zweiten Runde von seinem gaullistischen Gegner deutlich geschlagen. 1962 kandidierte er erfolglos um den Wiedereinzug in die Nationalversammlung. Bis zu seinem Tod 1969 blieb er als Bürgermeister von Lunery aktiv.